# 2019 NK1
 (juillet 2019).
2019 NK1 est un petit astéroïde Apollon mesurant environ 4 mètres.
Le 2 juillet 2019 à 9 h 48 UTC, il est passé à (0,001 772 22 ± 0,000 005 82) unité astronomique de la Terre, soit (265 121 ± 870) kilomètres ou (0,689 70 ± 0,002 27) distance lunaire.